# 919 Ilsebill
919 Ilsebill је астероид главног астероидног појаса. Приближан пречник астероида је 27,65 , 
а средња удаљеност астероида од Сунца износи 2,772 астрономских јединица (АЈ). 
Инклинација (нагиб) орбите у односу на раван еклиптике је 8,149 степени, а орбитални период износи 1685,833 дана (4,615 године). Ексцентрицитет орбите астероида износи 0,086. 
Апсолутна магнитуда астероида износи 11,30 а геометријски албедо 0,069.
Астероид је откривен 30. октобра 1918. године.